# Хайлов, Емельян
Емельян Хайлов (1720 — ?) — российский пушечный литейный мастер.
Емельян Хайлов родился в 1720 году в семье монетчика Санкт-Петербургского монетного двора Михаила или Сергея Хайлова. В 1739 году он был «пушечным учеником». Более поздняя характеристика гласит: «грамоте читать и писать, и как сверленное, так и пушечное литейное дело исправлял»
После того, как литейный мастер Б. Эрсман, по настоянию Этьена Мориса Фальконе, был отстранён от работ по отливке памятника императору Петру I  Великому — Медный всадник, на Хайлова возложено было «смотрение за плавильною печью». Выполняя это задание Емельян Хайлов и вошёл в историю. В 1775 году в литейной, вследствие лопнувшей трубы, расплавленный металл хлынул на пол и грозил уничтожением всей литейной и работе Фальконе; все рабочие в страхе разбежались, и только Хайлов, не теряя присутствия духа, остался на своем месте и сумел заткнуть неожиданно образовавшуюся трещину и вовремя потушить пламя. Он же исправил на памятнике голову змеи и хвост лошади.